# Tjärnö kyrka
Tjärnö kyrka ligger på ön Tjärnö en dryg halvmil söder om Strömstad. Kyrkan hör till Skee-Tjärnö församling och ligger i Strömstads kommun.

## Kyrkobyggnaden
På Tjärnö har det funnits en stenkyrka sedan medeltiden. Tidigaste skriftliga beläggen för detta är från 1391. 1630 brann kyrkan och alla inventarier i trä gick förlorade. 1632 återuppbyggdes kyrkan. Den gamla kyrkan revs på 1850-talet.
Nuvarande kyrka byggdes 1854–1855 efter ritningar av Carl-Gustaf Blom-Carlsson. Samtidigt revs den medeltida kyrkan som stod nedanför. Kyrkan består av ett långhus med rakt avslutat kor i öster. Öster om koret finns en halvrund absidliknande tillbyggnad där sakristian är inrymd. I väster finns kyrktornet med vapenhus och huvudingång. Kyrkan har ett sadeltak som är valmat över sakristian. Långhusets tak är täckt med tegel medan sakristians tak är täckt med rödmålad plåt.

## Inventarier

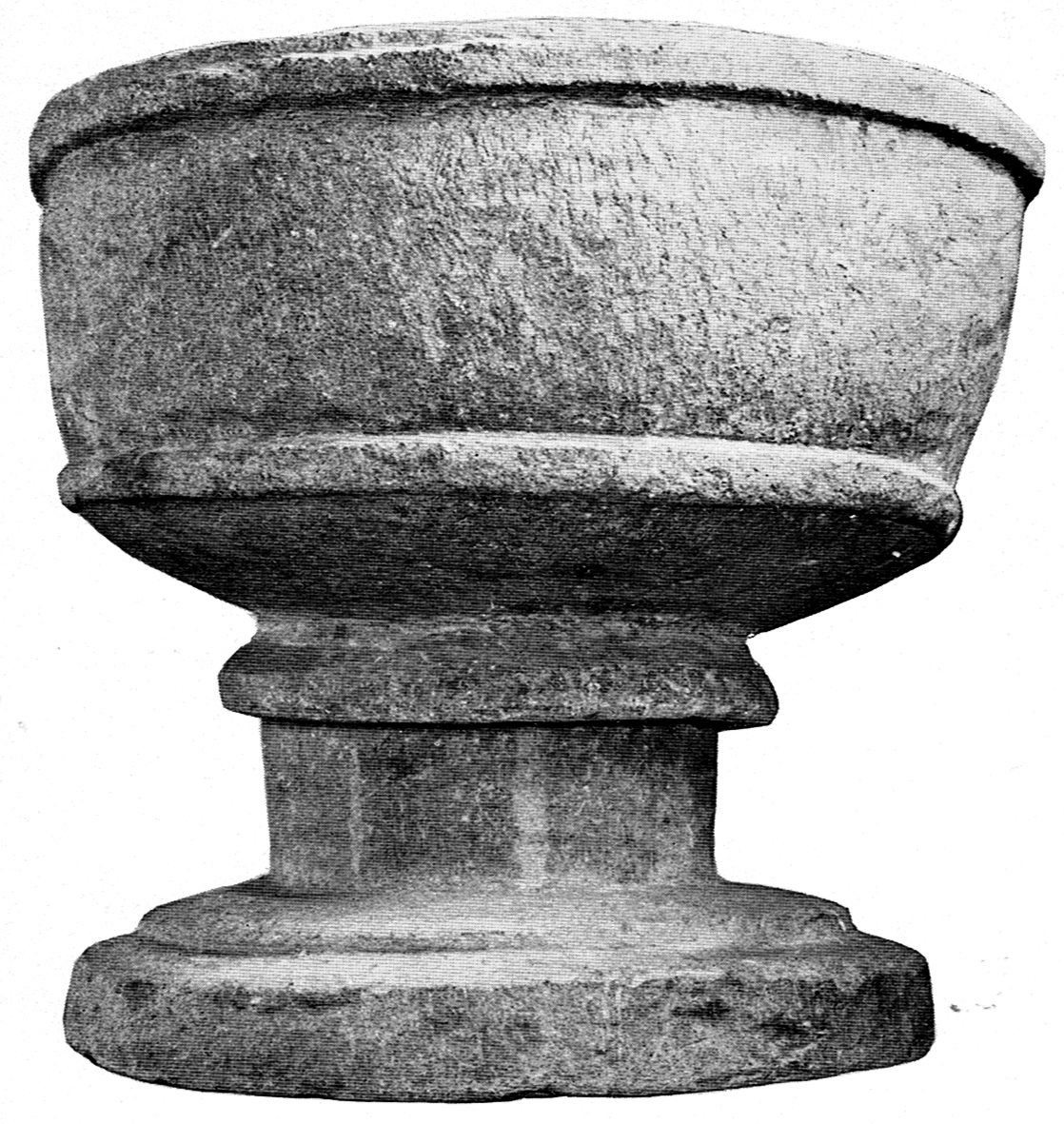
Dopfunten.

- Dopfunt av täljsten från 1200-talet i två delar. Höjd: 53 cm. Cuppan är cylindrisk med ett kort skaft och upptill och nedtill enkla platthuggna band. Foten saknar dekor. Ett genomgående uttömningshål finns i funtens centrum. Den tillhör en serie från den norska så kallade Østfold-Markerna-skolan och har ganska omfattande skador.[1]
- Predikstolen med åttakantig korg är samtida med nuvarande kyrka. 1934 försågs den med ett nytt trappräcke och ett nytt fundament.
- Altaruppsatsen tillverkades under första hälften av 1600-talet.

- I tornet hänger två klockor gjutna 1931 i Ystad.

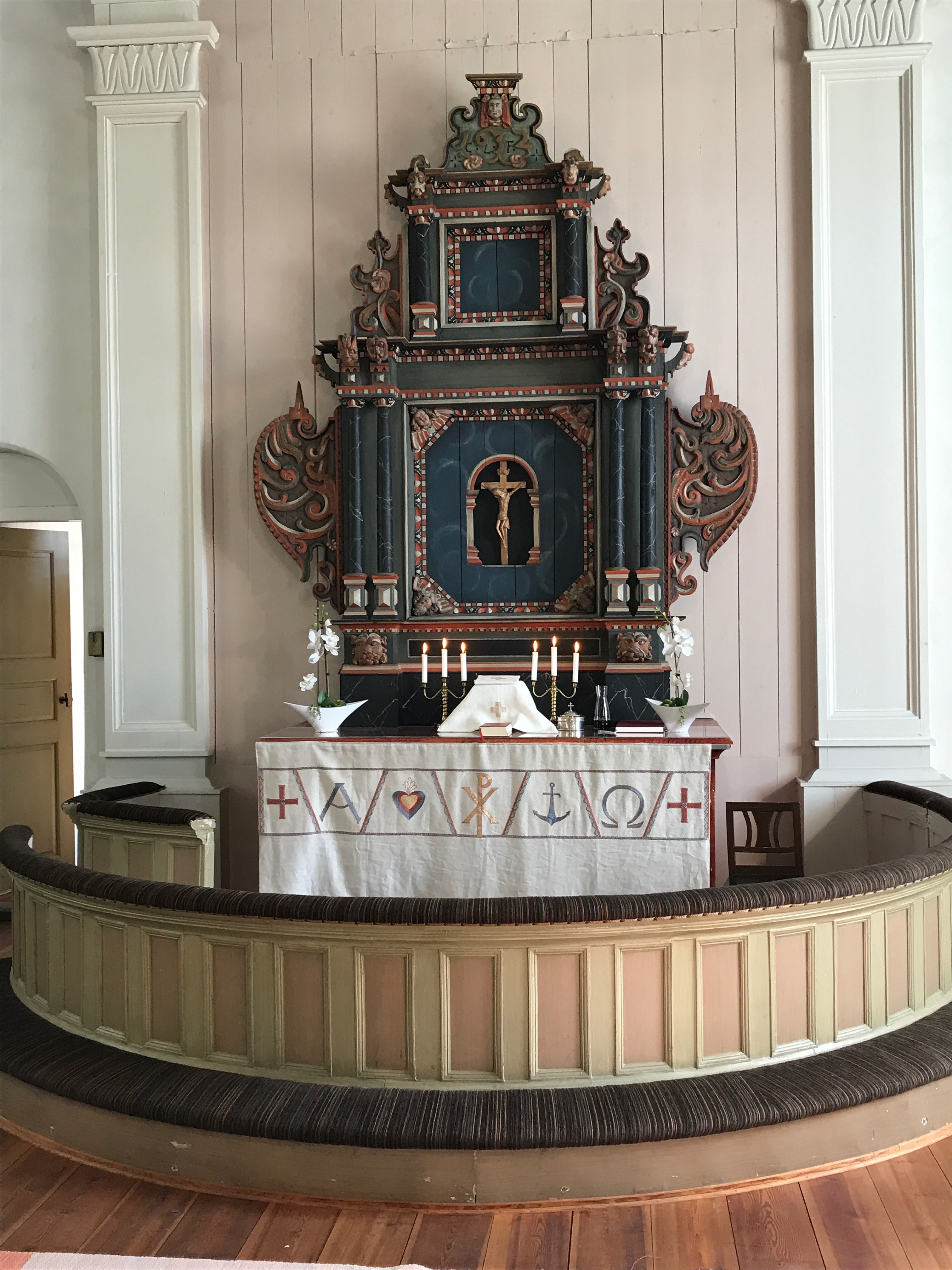
Tjärnö kyrka, altaret

### Orglar

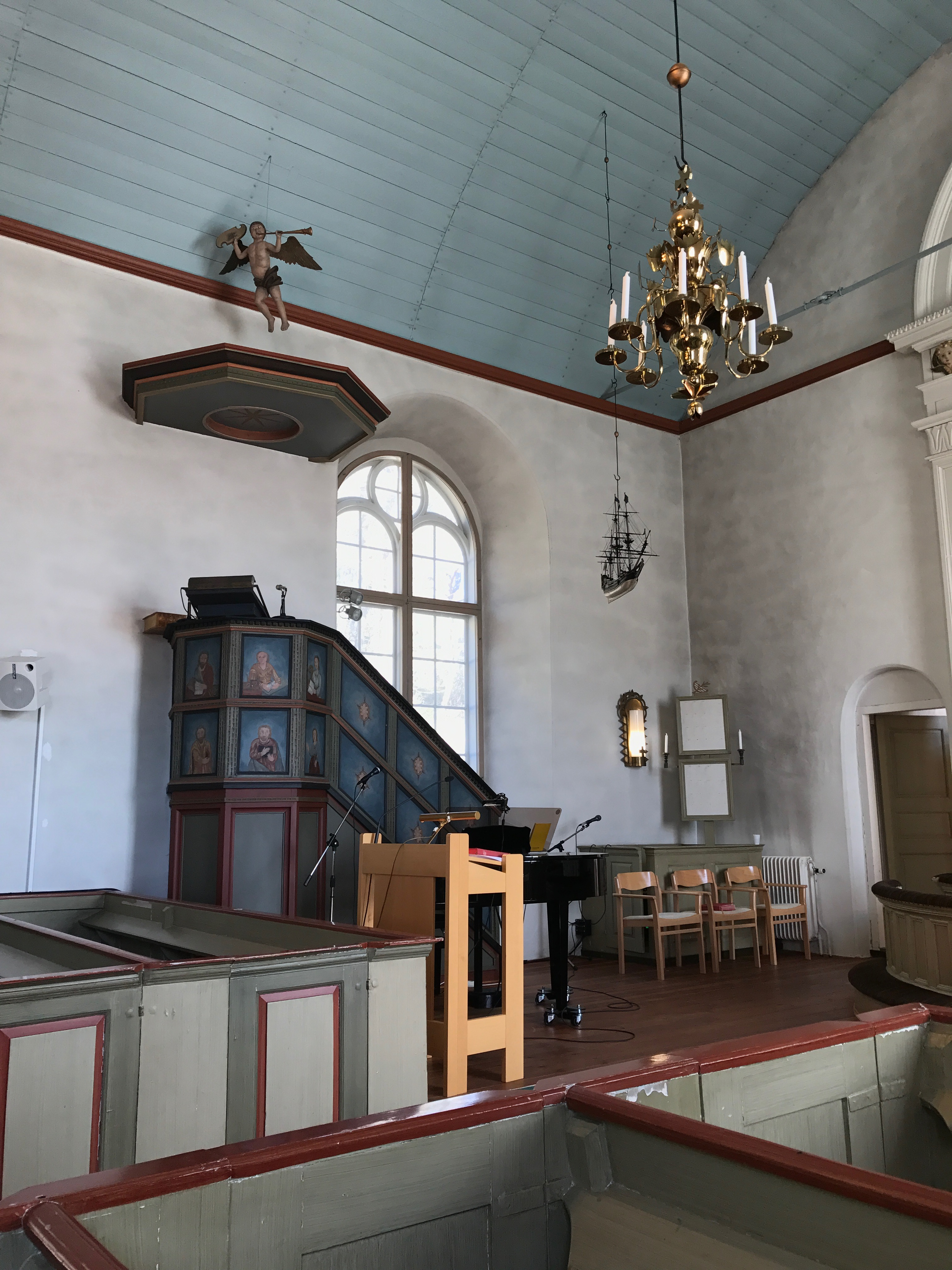
Tjärnö kyrka, predikstol

- Nuvarande orgelverk är tillverkat av Tore Lindegren och levererades 1964. Fasaden, ritad av Ragnar Östberg, är bibehållen från 1904 års orgel, som var tillverkad av Magnussons Orgelbyggeri.

## Externa länkar

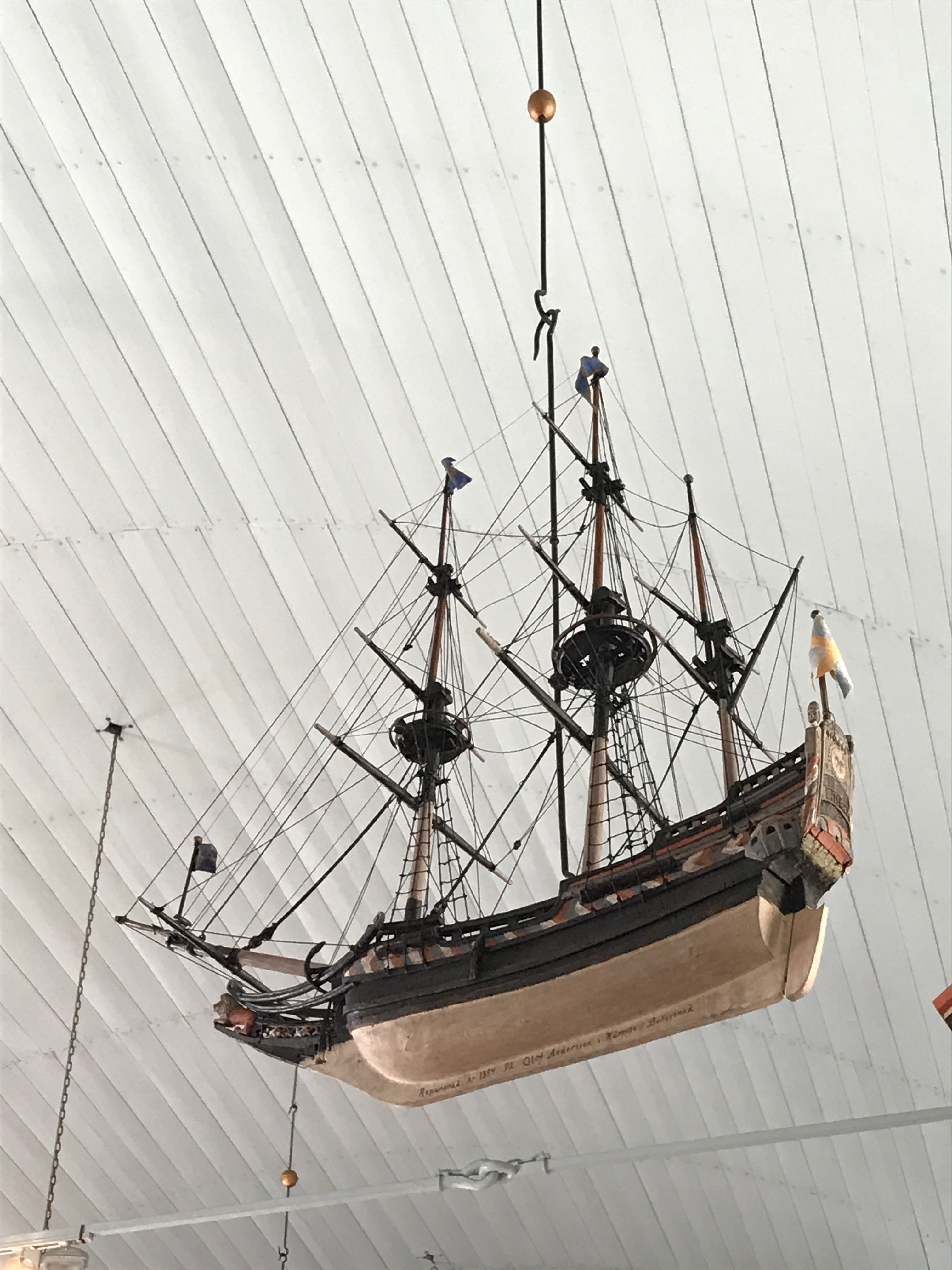
Tjärnö kyrka, votivskepp